# Hayato Hashimoto
Pour les articles homonymes, voir Hashimoto.
Hayato Hashimoto (橋本 早十, Hashimoto Hayato) est un footballeur japonais né le 15 septembre 1981. Il évolue au poste de milieu défensif.